# Prince of Wales (tè)
Il Prince of Wales è un tè nero aromatizzato, realizzato con foglie provenienti dalla Cina centro-meridionale, in particolar modo dallo Yunnan.
La miscela, di colore chiaro, possiede un gusto gradevole, ed è particolarmente indicata in tarda mattinata (senz'altre aggiunte).

## Storia
Ideato nel 1921 dalla Twinings, fornitore ufficiale della famiglia reale britannica dal 1837, come omaggio a Edoardo VIII del Regno Unito, allora principe del Galles (Prince of Wales), è stato poi vietato nel Regno Unito a partire dalla sua ascesa al trono nel 1936.
Le regole severe del Royal Warrant proseguono tuttora, perciò il Prince of Wales può essere acquistato solo al di fuori del Regno Unito.